# هری بیدلیز
هری بیدلیز (انگلیسی: Harry Beadles; ۲۸ سپتامبر ۱۸۹۷ – ۲۹ اوت ۱۹۵۸) بازیکن فوتبال اهل بریتانیا بود.
از باشگاه‌هایی که در آن بازی کرده‌است می‌توان به باشگاه فوتبال کاردیف سیتی، تیم ملی فوتبال ولز، باشگاه فوتبال شفیلد ونزدی، باشگاه فوتبال لیورپول، و باشگاه فوتبال ساوتپورت اشاره کرد.
وی همچنین در تیم ملی فوتبال ولز بازی کرده‌است.